# Kalahari Holdings
Kalahari Holdings ist eine in Windhoek ansässige namibische Holding. Sie ist im alleinigen Besitz der seit Unabhängigkeit 1990 regierenden SWAPO. Das Unternehmen beschäftigt eigenen Angaben nach 3300 Menschen und ist damit eine der 
größten Unternehmensgruppen des Landes. Die Besitzverhältnisse haben in der Vergangenheit zu zahlreichen Unstimmigkeiten geführt, da eine Bevorzugung des Unternehmens durch den Staat befürchtet wird. Das Unternehmen gilt (Stand 2015) als finanziell stark angeschlagen.
Kalahari Holdings hält Beteiligungen vor allem in den Bereichen Immobilien, Verkehr, Rundfunk, Sicherheitsgewerbe, Massenmedien, Fischerei, Gesundheitswesen, Bergbau, Landwirtschaft und Tourismus. Tochterunternehmen sind:
- Namprint

- Kudu Investments
- Farm de Rust
- Namibia Protection Services
- Namib Contract Haulage
- New Dawn Production
- Ndilimani Cultural Troupe